# جیکوب اپلبام
جیکوب اپلبام (انگلیسی: Jacob Appelbaum؛ زادهٔ ۱۹۸۳) برنامه‌نویس کامپیوتر و هکر است. او در دانشگاه واشینگتن، کار می‌کرد و یکی از اعضای اصلی پروژه تور بود که برای جستجو در وب، به صورت گمنام استفاده می‌شود. اپلبام در سال ۲۰۱۰ نماینده ویکی‌لیکس بود. او از این زمان، تحت تعقیب نیروی امنیتی آمریکا است و شناسه توییتر او و تعدادی لپ‌تاپ و موبایل او ضبط شده‌است. او اکنون، در برلین زندگی می‌کند و نقش مهمی در انتخاب مقالات ادوارد اسنودن برای چاپ شدن دارد. در سال ۲۰۱۳ او مقالاتی منتشر کرد که نشان داد سازمان امنیت ملی آمریکا می‌تواند هر گوشی آیفون را به یک میکروفن جاسوسی تبدیل کند. اپلبام یکی از معدود نفراتی است که به هسته اصلی مقالات اسنودن دسترسی داشته‌است.

## زندگی‌نامه
اپلبام در یک خانواده یهودی متولد شد. او دبیرستان را به پایان نرسانید و از دبیرستان اخراج شد. او در مصاحبه با مجله رولینگ استون نوشته‌است که خانواده او دارای بیماری روانی بودند و مادر او اسکیزوفرنی داشته‌است. در سن ۶ سالگی او توسط خاله‌اش از مادرش جدا می‌شود. او اظهار کرده‌است برنامه‌نویسی کامپیوتر تنها چیزی است که او را زنده نگه داشته‌است.

## فعالیت

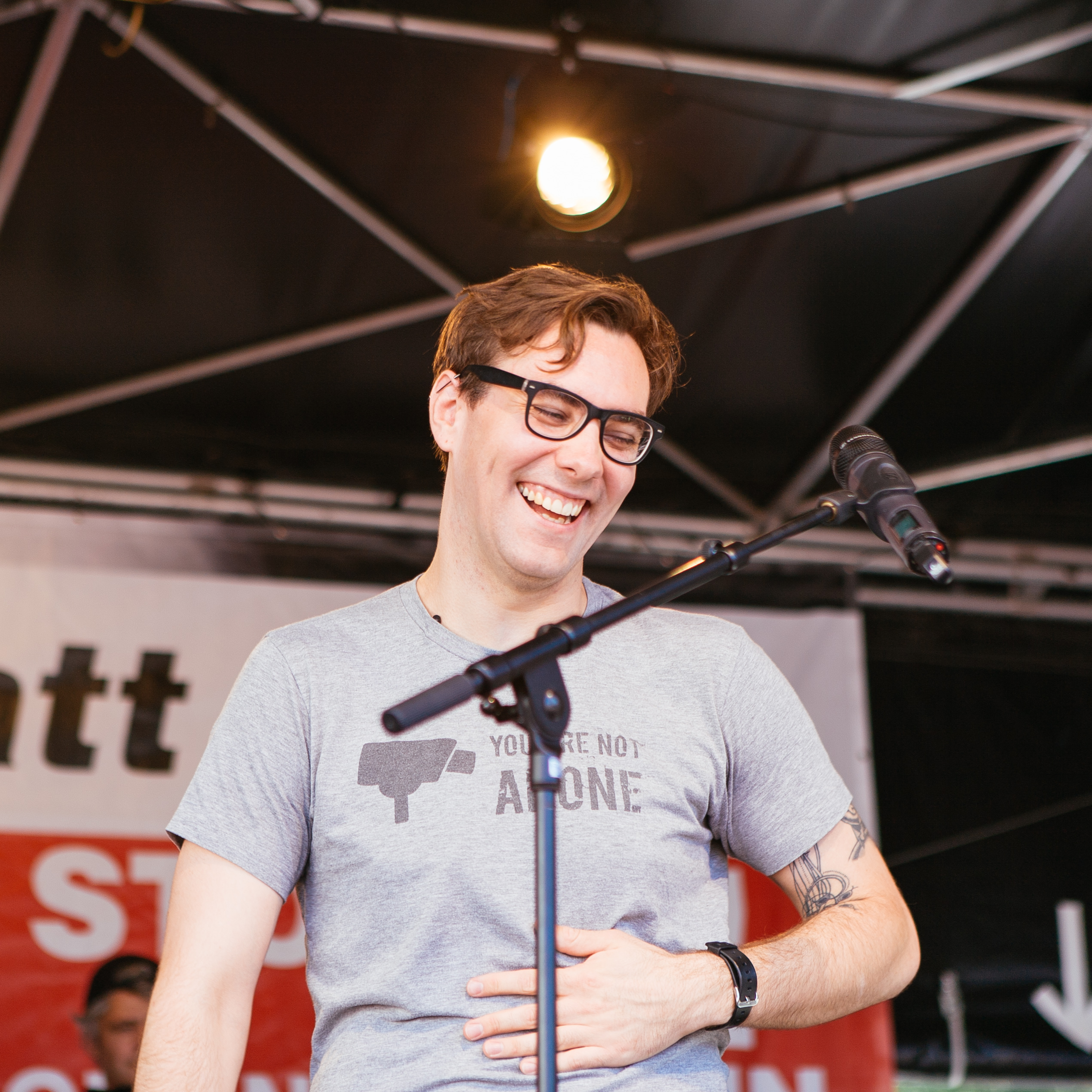
جیکوب اپلبام

در سال ۲۰۰۵ اپلبام دو سخنرانی در کنفرانس ارتباطات داشت. در این کنفرانس او شرح مسافرت خود به عراق و نصب تجهیزات ماهواره در کردستان را شرح داد. او در سخنرانی دوم خود در مورد امنیت رمزگذاری بر روی هارددیسک صحبت کرد و نرم‌افزاری برای شکستن قفل شرکت اپل به نام FileVault ارائه کرد.
در سال ۲۰۱۳ او به نمایندگی از ادوارد اسنودن جایزه در برلین دریافت کرد.
اپلبام چندین بار در فرودگاه‌ها مورد بازرسی قرار گرفته‌است و تجهیزات الکترونیک او ضبط شده‌است. دولت آمریکا از یک دادگاه دستوری دریافت کرد که به موجب آن اجازه یافت شناسه توییتر او را ضبط و بازرسی کند.

## زندگی شخصی
اپلبام یک خداناباور با سابقه خانواده یهودی است. او خود را همجنسگرا نامیده‌است. او در برلین زندگی می‌کند و درخواست اقامت داده‌است. او اظهار کرده‌است که در ایالات متحده احساس امنیت نمی‌کند.